# Euophrys nanchonensis
Euophrys nanchonensis là một loài nhện trong họ Salticidae.
Loài này thuộc chi Euophrys. Euophrys nanchonensis được Władysław Taczanowski miêu tả năm 1878.